# Conte di Listowel
Conte di Listowel è un titolo nobiliare inglese nella Parìa d'Irlanda.

## Storia
Il titolo venne creato nel 1822 per William Hare, I visconte Ennismore e Listowel, che aveva rappresentato la costituente delle città di Cork e Athy nella camera dei comuni irlandesi.
Egli venne creato Barone Ennismore, nella contea di Kerry, nel 1800, e Visconte Ennismore e Listowel, nel 1816, sempre nella parìa d'Irlanda. Suo figlio, il II conte, rappresentl Kerry e St Albans alla camera dei comuni britannica. Venne succeduto da suo figlio, il III conte, il quale nel 1869 venne creato Barone Hare, di Convamore nella contea di Cork, nella Parìa del Regno Unito, fatto che gli concesse automaticamente un seggio alla camera dei lords. Lord Listowel successivamente ricoprì incarichi minori nella seconda amministrazione di William Ewart Gladstone. Suo nipote, il V conte, fu un politico laburista e prestò servizio come Segretario di Stato per l'India e Burma. Attualmente i titoli sono passati al figlio primogenito di quest'ultimo, il VI conte, succeduto al padre nel 1997. Fu uno dei pari che rimasero nella camera dei lords dopo l'editto del 1999.
La sede della famiglia è Convamore House, presso Ballyhooly, nella Contea di Cork.

## Conti di Listowel (1822)
- William Hare, I conte di Listowel (1751–1837)
- William Hare, II conte di Listowel (1801–1856)
- William Hare, III conte di Listowel (1833–1924)
- Richard Granville Hare, IV conte di Listowel (1866–1931)
- William Francis Hare, V conte di Listowel (1906–1997)
- Francis Michael Hare, VI conte di Listowel (n. 1964)

L'erede presunto è il fratello dell'attuale detentore del titolo, Timothy Patrick Hare (n. 1966).